# Tršar
Tršar  je priimek več znanih Slovencev:
- Drago Tršar (1927—2023), kipar, profesor ALU, akademik SAZU
- Dušan Tršar (*1937), kipar, likovni umetnik, profesor ALU
- Franc Tršar (1873—1935), vrhniški podjetnik, tovarnar in politik (1918 ustavil italijansko vojsko pri Vrhniki)
- Gregor Tršar, kipar z motorno žago (v lesu)
- Eva Tršar Andlovic, kiparka, restavratorka
- Irena Tršar, arhitektka, oblikovalka
- Marija ("Rija") Novak Tršar (*1934), industrijska in unikatna oblikovalka (tekstila)
- Marija Lojk Tršar (*1940), igralka
- Marijan Tršar (1922—2010), slikar, grafik, likovni kritik in publicist, profesor ALU in (mladinski) pisatelj
- Mateja Kregar Tršar (*1977), krajinska arhitektka, risarka..., doc. BF
- Matic Tršar, oblikovalec, scenograf
- Tomi Tršar, bas-kitarist
- Toni Tršar (1938—2000), novinar, filmski kritik in publicist, scenarist
- Žiga Tršar, trener borilnih veščin (aikido), sinolog